# Иодид рубидия

Иоди́д руби́дия — неорганическое соединение, соль рубидия и иодистоводородной кислоты с химической формулой RbI.

## Получение
- иодид рубидия получают действием разбавленной иодистоводородной кислоты на оксид рубидия, его гидроксид или карбонат:

{\displaystyle {\mathsf {Rb_{2}O+2\ HI\ {\xrightarrow {\ }}\ 2\ RbI+H_{2}O}}}
{\displaystyle {\mathsf {RbOH+HI\ {\xrightarrow {\ }}\ RbI+H_{2}O}}}
{\displaystyle {\mathsf {Rb_{2}CO_{3}+2\ HI\ {\xrightarrow {\ }}\ 2\ RbI+CO_{2}\uparrow +H_{2}O}}}
- Также иодид рубидия можно получить обменными реакциями:

{\displaystyle {\mathsf {BaI_{2}+Rb_{2}SO_{4}\ {\xrightarrow {\ }}\ 2\ RbI+BaSO_{4}\downarrow }}}

## Физические свойства
Иодид рубидия образует бесцветные кристаллы, кубическая сингония (a = 0,7342 нм, Z = 4, пространственная группа F m3m).
Хорошо растворим в воде.
Известны полигалогениды RbIBr2, RbIBrCl.

## Химические свойства
- Реагирует с иодом с образованием полииодидов::

{\displaystyle {\mathsf {2\ RbI+I_{2}\ {\xrightarrow {}}\ RbI_{3},RbI_{7},RbI_{9}}}}

## Применение
- Как компонент люминесцентных материалов.
- Компонент электролитов твёрдых источниках тока.